# Halálos temetés
A Halálos temetés (eredeti cím: Death at a Funeral) 2007-ben bemutatott amerikai–brit–német filmvígjáték Frank Oz rendezésében.

## Cselekmény
Mikor Daniel és Robert édesapja meghal, az egész család összegyűlik, hogy elbúcsúztassák az elhunytat. A halottszállítók véletlenül nem a megfelelő halottat hozzák el. Az egyik rokonnak, Simonnak véletlenül hallucinációt okozó drogot adnak be, amitől teljesen megbolondul, meztelenül felmászik a tetőre és le akar ugrani. Párjának, Marthának sikerül ezt megakadályoznia, mert elmondja neki, hogy apa lesz. 
A családtagok mellett azonban feltűnik egy idegen férfi is, egy törpe, aki elmondja Danielnek és Robertnek, hogy apjuk homoszexuális volt, és ő volt a szeretője. Bizonyítékként képeket is mutat, és pénzt követel, cserébe senkinek nem árulja el a titkot. A gyászolók nem akarnak engedni a zsarolásnak, ugyanakkor véletlenül neki is beadnak a drogból – de ötször annyit, mint Simonnak, ezért a férfi látszólag meghal. 
Nem tudják, mit kezdjenek a halottal, végül beleteszik apjuk koporsójába. Amikor elkezdődik a temetés, mozogni kezd a koporsó, és kiderül, a törpe mégsem halt meg. Egy kerekesszékes bácsi a végén szintén fogyaszt a drogból.

## Szereplők
| Szerep      | Színész           | Magyar hang     |
| ----------- | ----------------- | --------------- |
| Daniel      | Matthew Macfadyen | Kaszás Gergő    |
| Robert      | Rupert Graves     | Anger Zsolt     |
| Peter       | Peter Dinklage    | Láng Balázs     |
| Simon       | Alan Tudyk        | Czvetkó Sándor  |
| Martha      | Daisy Donovan     | Pap Kati        |
| Troy        | Kris Marshall     | Papp Dániel     |
| Justin      | Ewen Bremner      | Dányi Krisztián |
| Alfie bácsi | Peter Vaughan     | Makay Sándor    |
| Howard      | Andy Nyman        | Kerekes József  |
| Sandra      | Jane Asher        | Kovács Nóra     |
| Jane        | Keeley Hawes      | Bertalan Ágnes  |
| Victor      | Peter Egan        | Barbinek Péter  |
| tiszteletes | Thomas Wheatley   | Szokolay Ottó   |